# 京都マル秘仕事人
『京都マル秘仕事人』（きょうとまるひしごとにん）は、1999年から2002年までテレビ朝日系「土曜ワイド劇場」で放送されたテレビドラマシリーズ。全3回。主演は中条きよし。
この項では、同シリーズにつき『京都マル秘仕置帖』（きょうとまるひしおきちょう）についても説明する。
便宜上
- 京都マル秘仕置帖 → 第1作
- 京都マル秘仕事人 (1) → 第2作
- 京都マル秘仕事人 (2) → 第3作

とする。

## 概要
必殺シリーズの登場人物の「三味線屋勇次」が現代の京都に甦り、闇に隠れた悪を討つというスピンオフ企画。
スピンオフ企画といっても必殺シリーズとは直接の関係はなく、通常の2時間サスペンスと変わらない作りになっているが、劇中では往年の必殺シリーズを髣髴とさせるシーンが続々出てくる。
- 必殺シリーズのテーマ音楽・BGMが使われる。
- お馴染みの勇次の殺し技が、現代の悪を成敗するイメージシーンとして再現されている。

「京都マル秘仕置帖」は松竹京都映画の企画であるが、「京都マル秘仕事人」は松竹芸能の企画である。
- 「京都マル秘仕事人 (1)」は松竹芸能製作の「ザ・ハングマン」のテイストで作られている。そのためか、劇中では歴代のハングマンシリーズのBGMが多用されている。
- だが、「京都マル秘仕事人 (2)」では一転してハングマンシリーズのBGMは一切使用されず、内容も必殺シリーズのそれに近くなっている。

## キャスト

### レギュラー
笠谷良次（第1作） → 木暮伸一（第2作） → 小暮伸一（第3作）
演 - 中条きよし
京都市内にてカラオケ教室のマスターを営む。かつてはプロ歌手だったが血の気の多さ故に所属レコード会社とのトラブルを起こし、あっさりと引退してしまう。裏の顔は悪人に制裁を加える仕事人。
水木志乃
演 - 青田典子（第2作）、細川ふみえ（第3作）
第2作はブティック経営者で、第3作は女優。第3作で何者かに銃殺される。
草野慎平（第2作） →草野一平（第3作）
演 - 田村勤（第2作・第3作）
妙心尼の弟子。第3作で何者かに撲殺される。
妙心尼
演 - 小畠絹子（第2作・第3作）
元締。嵯峨野に「虚心庵」という庵を結ぶ。

### ゲスト
第1作「京都マル秘仕置帖」（1999年）
- 九谷奈緒（喫茶店店主） - 中島宏海
- 西山兼松（カラオケ教室従業員） - 笑福亭松之助
- 菊田桃子（カラオケ教室生徒） - 市田ひろみ
- 篠田なつき（良次の弟子・風俗嬢） - 田畠ますみ
- 篠田誠（なつきの義弟） - 榎本雄太
- 篠田里子（なつきの母） - 芦川よしみ
- マリ - カルーセル麻紀
- 稲葉浩（都市計画開発公団 企画課長） - 森下哲夫
- 酒田宗男（デートクラブ支配人） - 谷口高史
- 静江（デートクラブ嬢） - 佐藤友紀
- 野呂健作（刑事） - 成瀬正孝
- 加納政也（京都政経革新会 会長） - 柴田善行
- 松岡信一（戸田の部下） - 樋渡宏嗣
- 木田京子 - 菅野ゆき子
- 田島真吉（刑事） - 清水ヨシト
- 安井孝 - 白石雅之
- アナウンサー - 峰佳代
- ラジオアナウンサー - 藤枝政巳
- カラオケ教室生徒 - 松原美穂
- さんちゃん - 中村芳三郎
- 舞妓 - 孝蝶、満友葉
- 市子（料亭女将） - 片岡静香
- 戸田重信（ご隠居） - 高松英郎
- 岩田丈吉（カラオケ教室従業員） - 織本順吉

第2作「京都マル秘仕事人 (1)」（2001年）
- 石田文吉（テレビの撮影スタッフ） - 織本順吉
- 中尾兼二（テレビの撮影スタッフ） - 笑福亭松之助
- 三谷直美（喫茶店ママ） - 春やすこ
- 野呂健作（刑事） - 成瀬正孝
- 小宝ルミ - 藤井日菜子
- 花田桃子 - 市田ひろみ
- 市村東吾 - 金田龍之介
- 矢野孝夫（精密機器メーカーの課長・伸一の顔見知り） - 沖田さとし
- 矢野百合子（矢野の妻） - 三田篤子
- 松井（矢野の上司） - 西園寺章雄
- 清水香苗（金券ショップ勤務） - 内田淳子
- 清水（香苗の入院中の夫） - 沢田憲一
- 加納（暴力団組長） - 立川三貴
- 矢野つとむ（矢野の息子） - 高山桂輔

第3作「京都マル秘仕事人 (2)」（2002年）
- 竹本徳三（なんでも屋） - 野村将希
- 一条麻耶（草野の恋人） - 細木美和
- 吉川みさえ（カラオケ教室生徒） - 華ゆり
- 松田良雄（カラオケ教室生徒） - 桂春之輔
- 小池靖夫（洛南芸術大学 教授） - 南條豊
- 小池絵里（小池の娘） - 遊井亮子
- 北山恭子（古美術商） - 水島かおり
- 田所康祐（京都古典美術館 館長） - 中丸新将
- 矢吹徹（元カーレーサー） - 白石雄大
- 山崎ノブ子（カラオケ教室生徒） - 市田ひろみ
- ラーメン屋の主人 - 佐藤功
- 俳優 - 池田勝志
- 野島大輔（京都府警 刑事） - 石倉三郎
- 小田切茂（料亭経営者） - 花紀京

## スタッフ
- 脚本 - 保利吉紀、田上雄
- 音楽 - 宮本一（第1作）、若草恵（第2作）、平尾昌晃
- 監督 - 石原興
- 挿入曲
  - 京都マル秘仕置帖 - 中条きよし「おまえの夢」
  - 京都マル秘仕事人 (1) - 中条きよし「抱擁の切れ間」
  - 京都マル秘仕事人 (2) - 西崎みどり「旅愁」（エンディングのクレジットには表記されず）
- ナレーション - 乾浩明
- プロデューサー - 辰野悦央、東浦陸夫（朝日放送）・齋藤立太、佐久間博、木村正人（松竹芸能）
- 制作協力 - 松竹京都映画（現・松竹撮影所 / 第2作・第3作）
- 制作 - 朝日放送、松竹京都映画（第1作）、松竹芸能（第2作・第3作）

## 放送日程
| 話数             | 放送日           | サブタイトル                                                                                                  | 脚本             | 監督             |
| 京都マル秘仕置帖 | 京都マル秘仕置帖 | 京都マル秘仕置帖                                                                                              | 京都マル秘仕置帖 | 京都マル秘仕置帖 |
| ---------------- | ---------------- | --- | ---------------- | ---------------- |
| 1                | 1999年10月16日   | 伝説の男“必殺仕事人三味線屋勇次”が京の町に現れた! カラオケ教室美人殺人事件 デビュー直前に消された演ドルの秘密 | 保利吉紀         | 石原興           |
| 京都マル秘仕事人 |                  | |                  |                  |
| 2                | 2001年05月19日   | 三味線屋勇次の糸が京の闇を裂く!殺された美人ストーカーとカラオケ男の秘密                                       | 保利吉紀         | 石原興           |
| 3                | 2002年11月16日   | 5億円古美術鑑定士殺人事件 必殺三味線屋勇次VS闇の魔宮                                                          | 田上雄           | 石原興           |